# Buiguira
Der Buiguira ist ein Fluss im Osten Osttimors, der wie die meisten Flüsse auf der Nordseite der Insel Timor außerhalb der Regenzeit trockenfällt.
Der Fluss entspringt im Norden von Afabubu und verlässt schnell den Suco in Richtung Norden. Hier zeichnet der Flusslauf die Grenze zwischen den Sucos Euquisi am Westufer und Daudere am Ostufer, bis er schließlich in die Straße von Wetar mündet.